# Liste des albums musicaux numéro un au Billboard 200 en 1985
Cette page liste les albums musicaux ayant eu le plus de succès au cours de l'année 1985 aux États-Unis d'après le magazine Billboard.

## Historique
| Date         | Artiste(s)                | Titre                     | Référence |
| ------------ | ------------------------- | ------------------------- | --------- |
| 5 janvier    | Prince and the Revolution | Purple Rain               |           |
| 12 janvier   | Prince and the Revolution | Purple Rain               |           |
| 19 janvier   | Bruce Springsteen         | Born in the U.S.A.        |           |
| 26 janvier   | Bruce Springsteen         | Born in the U.S.A.        |           |
| 3 février    | Bruce Springsteen         | Born in the U.S.A.        |           |
| 10 février   | Madonna                   | Like a Virgin             |           |
| 17 février   | Madonna                   | Like a Virgin             |           |
| 24 février   | Madonna                   | Like a Virgin             |           |
| 2 mars       | Wham!                     | Make It Big               |           |
| 9 mars       | Wham!                     | Make It Big               |           |
| 16 mars      | Wham!                     | Make It Big               |           |
| 23 mars      | John Fogerty              | Centerfield               |           |
| 30 mars      | Phil Collins              | No Jacket Required        |           |
| 6 avril      | Phil Collins              | No Jacket Required        |           |
| 13 avril     | Phil Collins              | No Jacket Required        |           |
| 20 avril     | Phil Collins              | No Jacket Required        |           |
| 27 avril     | USA for Africa            | We Are the World          |           |
| 4 mai        | USA for Africa            | We Are the World          |           |
| 11 mai       | USA for Africa            | We Are the World          |           |
| 18 mai       | Phil Collins              | No Jacket Required        |           |
| 25 mai       | Phil Collins              | No Jacket Required        |           |
| 1er juin     | Prince and the Revolution | Around the World in a Day |           |
| 8 juin       | Prince and the Revolution | Around the World in a Day |           |
| 15 juin      | Prince and the Revolution | Around the World in a Day |           |
| 22 juin      | Artistes variés           | Beverly Hills Cop         |           |
| 29 juin      | Artistes variés           | Beverly Hills Cop         |           |
| 6 juillet    | Phil Collins              | No Jacket Required        |           |
| 13 juillet   | Tears for Fears           | Songs from the Big Chair  |           |
| 20 juillet   | Tears for Fears           | Songs from the Big Chair  |           |
| 27 juillet   | Tears for Fears           | Songs from the Big Chair  |           |
| 3 août       | Tears for Fears           | Songs from the Big Chair  |           |
| 10 août      | Bryan Adams               | Reckless                  |           |
| 17 août      | Bryan Adams               | Reckless                  |           |
| 24 août      | Tears for Fears           | Songs from the Big Chair  |           |
| 31 août      | Dire Straits              | Brothers in Arms          |           |
| 7 septembre  | Dire Straits              | Brothers in Arms          |           |
| 14 septembre | Dire Straits              | Brothers in Arms          |           |
| 21 septembre | Dire Straits              | Brothers in Arms          |           |
| 28 septembre | Dire Straits              | Brothers in Arms          |           |
| 5 octobre    | Dire Straits              | Brothers in Arms          |           |
| 12 octobre   | Dire Straits              | Brothers in Arms          |           |
| 19 octobre   | Dire Straits              | Brothers in Arms          |           |
| 26 octobre   | Dire Straits              | Brothers in Arms          |           |
| 2 novembre   | Artistes variés           | Miami Vice                |           |
| 9 novembre   | Artistes variés           | Miami Vice                |           |
| 16 novembre  | Artistes variés           | Miami Vice                |           |
| 23 novembre  | Artistes variés           | Miami Vice                |           |
| 30 novembre  | Artistes variés           | Miami Vice                |           |
| 7 décembre   | Artistes variés           | Miami Vice                |           |
| 14 décembre  | Artistes variés           | Miami Vice                |           |
| 21 décembre  | Heart                     | Heart                     |           |
| 28 décembre  | Artistes variés           | Miami Vice                |           |